# Bolingbrook
Bolingbrook ist ein Village, das überwiegend im Will County und zu einem kleineren Teil im DuPage County Nordosten des US-amerikanischen Bundesstaates Illinois liegt.
Der Ort stellt eine principal city der Metropolregion Chicago dar. Das U.S. Census Bureau hat bei der Volkszählung 2020 eine Einwohnerzahl von 73.922 ermittelt.

## Geschichte
1965 wurde Bolingbrook als Gemeinde mit eigener Verwaltung gegründet. Der erste Mayor war John J. Leonard, der am Anfang gleichzeitig Polizeichef war und in seinem Haus die Polizeistation und -garage unterbrachte. Die Gemeinde wuchs bis 1970 auf 7000 Einwohner.
Nach einem starken Bevölkerungszuwachs und der Eingemeindung zahlreicher Nachbarsiedlungen gab es 1980 bereits 37.000 Einwohner. Bis 1990 stieg diese Zahl auf 41.000 an, 2007 wurde das bisherige Maximum von 75.000 Einwohnern erreicht.